# 汉城街道 (西安市)
汉城街道，是中华人民共和国陕西省西安市未央區下辖的一个乡镇级行政单位。

## 行政区划
汉城街道下辖以下地区：
海红社区、三九社区、蔡家社区、杨家社区、北李社区、长乐西苑社区、南党社区、刘家社区、青东社区、东杨善村、郭家村、贾家村、雷寨村、罗寨村、樊寨村、东查村、中查村、西查村、南玉丰村、北玉丰村、朱宏村、西杨善村、楼阁台村、青西村、庞马村、店子村、张道口村、吴高墙村、三官庙村、东长吊村、西长吊村、麻什字村、北党村、全家村、惠东村、惠西村、高南村、高北村、高中村、席王村和东营村。